# Landtagswahl in der Steiermark 2024
- KPÖ: 2
- SPÖ: 10
- GRÜNE: 3
- NEOS: 3
- ÖVP: 13
- FPÖ: 17

- Regierung: 30
- Opposition: 18

Die Landtagswahl in der Steiermark 2024 fand am 24. November 2024 statt. Gewählt wurden 48 Abgeordnete zum Landtag Steiermark der XIX. Gesetzgebungsperiode.
Die FPÖ wurde zum ersten Mal bei einer Landtagswahl in der Steiermark stärkste Kraft und erstmals seit der Landtagswahl in Kärnten 2009 wieder stärkste Partei bei einer österreichischen Landtagswahl. Das Plus von 17,27 Prozentpunkten war auch der größte relative Zugewinn einer Partei bei einer Wahl in der zweiten Republik. Die ÖVP erreichte bei massiven Verlusten das bisher schlechteste Wahlergebnis bei einer steirischen Landtagswahl. Die SPÖ erreichte bei leichten Verlusten ebenfalls das bisher schlechteste Ergebnis bei einer steirischen Landtagswahl. Die Grünen verloren gut die Hälfte der Stimmen. Die KPÖ verlor ebenfalls leicht und rutschte hinter die NEOS, die leicht hinzugewannen.

## Ausgangslage
Die ÖVP konnte 2019 stark zulegen und wurde stärkste Kraft mit 18 von 48 Mandaten. Die SPÖ erlitt starke Verluste und fiel auf den zweiten Platz mit 12 Mandaten, die FPÖ verlor noch stärker und blieb drittstärkste Kraft. Grüne, KPÖ und NEOS erreichten Zugewinne, wobei letztere erstmals den Einzug in den Landtag schafften. Die Koalition aus ÖVP und SPÖ wurde fortgesetzt. Im Juli 2022 wurde Hermann Schützenhöfer von Christopher Drexler als Landeshauptmann abgelöst.
In der Steiermark gibt es keine landesweite Prozenthürde. Für einen Einzug in den Landtag wird ein Grundmandat in einem der vier Wahlkreise benötigt.
Im November 2023 wurde Claudia Klimt-Weithaler vom Landesvorstand zur KPÖ-Spitzenkandidatin gewählt. Die Grünen Steiermark wählten Sandra Krautwaschl erneut zur Spitzenkandidatin, bei NEOS wurde Nikolaus Swatek erneut Spitzenkandidat. FPÖ-Spitzenkandidat wurde Mario Kunasek, SPÖ-Spitzenkandidat Anton Lang und ÖVP-Spitzenkandidat Christopher Drexler.
Erstmals kandidierten die Parteien DNA und MFG. Auch die KFG, die sich nach einigen Parteiausschlüssen 2022 von der FPÖ in Graz abspaltete, trat erstmals an.

## Wahlrecht
Wahlberechtigt waren Österreicher mit Hauptwohnsitz in der Steiermark, die am Wahltag mindestens 16 Jahre alt waren. Jeder Wähler hatte eine Stimme zur Wahl einer Partei. Er konnte außerdem einem Bewerber des Kreiswahlvorschlags der gewählten Partei eine Stimme geben. Im Gegensatz zu den vergangenen vier Landtagswahlen wurde der Tag für die vorgezogene Stimmabgabe gestrichen. Dafür konnte bei persönlicher Abholung der Wahlkarte diese direkt wieder abgegeben werden.
Die 48 Sitze im Landtag wurden auf die Wahlkreise verteilt im Verhältnis der dort wohnenden österreichischen Staatsbürger. Es bestanden folgende vier Wahlkreise:
| Wahlkreis                       | Gebiet                                                       | Sitze |
| ------------------------------- | ------------------------------------------------------------ | ----- |
| Wahlkreis 1 (Graz und Umgebung) | Graz, Bezirk Graz-Umgebung                                   | 16    |
| Wahlkreis 2 (Oststeiermark)     | Bezirke Hartberg-Fürstenfeld, Südoststeiermark und Weiz      | 11    |
| Wahlkreis 3 (Weststeiermark)    | Bezirke Deutschlandsberg, Leibnitz und Voitsberg             | 8     |
| Wahlkreis 4 (Obersteiermark)    | Bezirke Bruck-Mürzzuschlag, Leoben, Liezen, Murau und Murtal | 13    |

Parteien konnten für jeden Wahlkreis einen Kreiswahlvorschlag und einen Landeswahlvorschlag einreichen. Ein Landeswahlvorschlag durfte nur Bewerber der Kreiswahlvorschläge derselben Partei enthalten.
In jedem Wahlkreis wurde die Wahlzahl berechnet, indem die Gesamtzahl der gültigen Stimmen durch die um eins erhöhte Zahl der Sitze des Wahlkreises geteilt wurde. Für jede volle Wahlzahl erhielten die Parteien jeweils einen Sitz (erstes Ermittlungsverfahren). Sitze, die in den Wahlkreisen nicht vergeben wurden (Restmandate), wurden im zweiten Ermittlungsverfahren auf Landesebene verteilt. Dabei nahmen nur Parteien mit gültigem Landeswahlvorschlag teil, die mindestens einen Sitz im ersten Ermittlungsverfahren erzielt hatten. Für jede Partei wurden die Stimmen aus den einzelnen Wahlkreisen addiert, die nicht zur Zuteilung eines zusätzlichen Sitzes im Wahlkreis ausgereicht hatten (Reststimmen). Die Restmandate wurden auf Basis der Reststimmen proportional nach dem D’Hondt-Verfahren verteilt.

## Teilnehmende Parteien
Insgesamt kandidierten neun Parteien. Die sechs im Landtag vertretenen Parteien traten landesweit an, drei weitere Parteien nur im Wahlkreis 1.
| Partei                                                  | Kürzel | Spitzenkandidat         | Kandidatur         |
| ------------------------------------------------------- | ------ | ----------------------- | ------------------ |
| Steirische Volkspartei Christopher Drexler              | ÖVP    | Christopher Drexler     | landesweit         |
| Steirische Sozialdemokratie – Anton Lang                | SPÖ    | Anton Lang              | landesweit         |
| Freiheitliche Partei Österreichs                        | FPÖ    | Mario Kunasek           | landesweit         |
| Die Grünen – Die Grüne Alternative                      | GRÜNE  | Sandra Krautwaschl      | landesweit         |
| Kommunistische Partei Österreichs                       | KPÖ    | Claudia Klimt-Weithaler | landesweit         |
| NEOS-Die Reformkraft für deine neue Steiermark          | NEOS   | Nikolaus Swatek         | landesweit         |
| Korruptionsfreie Bürgerliste – Team Claudia Schönbacher | KFG    | Claudia Schönbacher     | nur im Wahlkreis 1 |
| MFG–Österreich Menschen – Freiheit – Grundrechte        | MFG    | Andrea Kamper           | nur im Wahlkreis 1 |
| DNA – Demokratisch – Neutral – Authentisch              | DNA    | Maria Hubmer-Mogg       | nur im Wahlkreis 1 |

## Sonntagsfrage
Im Folgenden sind sämtliche bekannten Umfragewerte sowie die zugehörigen Befragungsdaten aufgeführt:
| Veröffentlichung | Institut/Auftraggeber           | Befragte | Zeitraum                 | Methodik 1 | ÖVP    | SPÖ    | FPÖ    | GRÜNE  | KPÖ   | NEOS  | Sonst. |
| --- | ------------------------------- | -------- | ------------------------ | ---------- | ------ | ------ | ------ | ------ | ----- | ----- | ------ |
| 24.11.2024 | Landtagswahl                    | —        | —                        | —          | 26,8 % | 21,4 % | 34,8 % | 6,2 %  | 4,5 % | 6,0 % | 0,4 %  |
| 14.11.2024 | Market-Lazarsfeld / ÖSTERREICH  | 826      | 07.–11.11.2024           | O          | 27 %   | 22 %   | 33 %   | 6 %    | 6 %   | 6 %   | 0 %    |
| 19.10.2024 | Peter Hajek/Kleine Zeitung      | 800      | 14.10.-18.10.2024        | T+O        | 26 %   | 24 %   | 30 %   | 8 %    | 5 %   | 6 %   | 1 %    |
| 04.05.2024 | Peter Hajek/Kleine Zeitung      | 810      | 26.04.–02.05.2024        | T+O        | 22 %   | 21 %   | 29 %   | 10 %   | 11 %  | 6 %   | 1 %    |
| 16.04.2024 | M-Research/Die Grünen           | 750      | 23.02.–05.03.2024        | ?          | 21 %   | 25,5 % | 23,1 % | 12,4 % | 9,5 % | 7 %   | 1 %    |
| 05.03.2024 | OGM/FPÖ Steiermark              | 1033     | 12.–20.02.2024           | O          | 23 %   | 24 %   | 25 %   | 9 %    | 13 %  | 5 %   | 1 %    |
| 29.01.2024 | Market/DER STANDARD             | 781      | 19.–24.01.2024           | O+P        | 20 %   | 24 %   | 26 %   | 8 %    | 14 %  | 7 %   | 1 %    |
| 18.12.2022 | Triple M Matzka/NEOS Steiermark | 800      | Ende Okt./Anf. Nov. 2022 | T+O        | 21 %   | 24 %   | 23 %   | 11 %   | 12 %  | 8 %   | 1 %    |
| 02.10.2022 | OGM/FPÖ Steiermark              | 547      | 23.–28.09.2022           | O          | 24 %   | 24 %   | 24 %   | 11 %   | 12 %  | 5 %   | —      |
| 25.04.2021 | IMAS/NEOS Steiermark            | 850      | Feb./Mrz. 2021           | n. a.      | 34,1 % | 22,9 % | 17,9 % | 11,5 % | 5,2 % | 8,5 % | —      |
| 24.11.2019 | Landtagswahl                    | —        | —                        | —          | 36,1 % | 23,0 % | 17,5 % | 12,1 % | 6,0 % | 5,4 % | —      |
| 1 laut den VdMI-Qualitätsrichtlinien sind reine Online-Befragungen für Sonntagsfragen nicht geeignet. T = Telefonisch, O = Online, P = Persönlich |                                 |          |                          |            |        |        |        |        |       |       |        |

## Ergebnisse
|                 | Ergebnis 2024 | Ergebnis 2024 | Ergebnis 2024   | Ergebnis 2019 | Ergebnis 2019 | Ergebnis 2019   | Differenzen | Differenzen | Differenzen |
| Anzahl/ Stimmen | %             | Sitze         | Anzahl/ Stimmen | %             | Sitze         | Anzahl/ Stimmen | %- Punkte   | Sitze       |             |
| --------------- | ------------- | ------------- | --------------- | ------------- | ------------- | --------------- | ----------- | ----------- | ----------- |
| Wahlberechtigte | 941.509       |               |                 | 955.795       |               |                 | −14.286     |             |             |
| Wähler          | 666.286       | 70,77         |                 | 606.528       | 63,46         |                 | +59.758     | +7,31       |             |
| Gültige Stimmen | 662.397       | 99,42         |                 | 602.059       | 99,26         |                 | +60.338     | +0,15       |             |
| davon:          |               |               |                 |               |               |                 |             |             |             |
| FPÖ             | 230.282       | 34,76         | 17              | 105.294       | 17,49         | 8               | +124.998    | +17,28      | +9          |
| ÖVP             | 177.580       | 26,81         | 13              | 217.036       | 36,05         | 18              | −39.456     | −9,24       | −5          |
| SPÖ             | 141.517       | 21,36         | 10              | 138.572       | 23,02         | 12              | +2.945      | −1,65       | −2          |
| GRÜNE           | 40.870        | 6,17          | 3               | 72.749        | 12,08         | 6               | −31.879     | −5,91       | −3          |
| NEOS            | 39.761        | 6,00          | 3               | 32.346        | 5,37          | 2               | +7.415      | +0,63       | +1          |
| KPÖ             | 29.595        | 4,47          | 2               | 36.062        | 5,99          | 2               | −6.467      | −1,52       | ±0          |
| DNA             | 1.634         | 0,25          |                 |               |               |                 | +1.634      | 0,25        |             |
| KFG             | 606           | 0,09          |                 |               |               |                 | +606        | +0,09       |             |
| MFG             | 552           | 0,08          |                 |               |               |                 | +552        | +0,08       |             |

Mehrheiten in den Gemeinden

Die FPÖ wurde zum ersten Mal bei einer Landtagswahl in der Steiermark stärkste Kraft und erstmals seit der Landtagswahl in Kärnten 2009 wieder stärkste Partei bei einer österreichischen Landtagswahl. Das Plus von 17,27 Prozentpunkten war auch der größte relative Zugewinn einer Partei bei einer Wahl in der zweiten Republik. Die FPÖ profitierte von bundespolitischen Turbulenzen, aber auch von der anhaltenden Wichtigkeit der Themen Teuerung und Zuwanderung. 60 % der steirischen Wähler nannten bundespolitische Ereignisse als wichtig für ihre Entscheidung. Die ÖVP erreichte das bisher schlechteste Wahlergebnis bei einer steirischen Landtagswahl, wofür Landeshauptmann Christopher Drexler die Bundespolitik verantwortlich machte. Die SPÖ erreichte ebenfalls das bisher schlechteste Ergebnis bei einer steirischen Landtagswahl.
Nach einer Wählerstromanalyse im Auftrag des ORF verlor die ÖVP die meisten Stimmen an die FPÖ (52.000). Die FPÖ gewann vor allem von der ÖVP und von ehemaligen Nichtwählern. Die Grünen verloren die meisten Stimmen an die ÖVP (11.000), gefolgt von der SPÖ (7.000). NEOS gewann die meisten Stimmen von der ÖVP (4.000). Die KPÖ verlor die meisten Stimmen an die SPÖ (7.000).

## Koalitionsverhandlungen
Am 3. Dezember 2024 begannen Regierungsverhandlungen zwischen FPÖ und ÖVP. Diese wurden am 16. Dezember 2024 abgeschlossen. Am 18. Dezember 2024 wurde die Landesregierung Kunasek gewählt.